# 私だけのアンカー
「私だけのアンカー」（わたしだけのアンカー）は1987年4月21日に日本コロムビアから発売された富田靖子の7枚目のシングル。

## 解説
前作の「なんて素敵にジャパネスク」から約8か月ぶりのシングルであり、連続ドラマの曲として使用されたのはこの曲が初めてである。2曲とも『痛快!婦警候補生やるっきゃないモン!』にて使われた。

## 収録曲
- 全作詞：川村真澄、作曲：林哲司、編曲：船山基紀

1. 私だけのアンカー
テレビ朝日系列・『痛快!婦警候補生やるっきゃないモン!』主題歌
2. クローバー
テレビ朝日系列・『痛快!婦警候補生やるっきゃないモン!』挿入歌

## 備考
- 富田は『痛快!婦警候補生やるっきゃないモン!』（テレビ朝日系列）で連続ドラマへの初出演を果たし、主演に抜擢された。